# Hôtel de Ville (Paris)

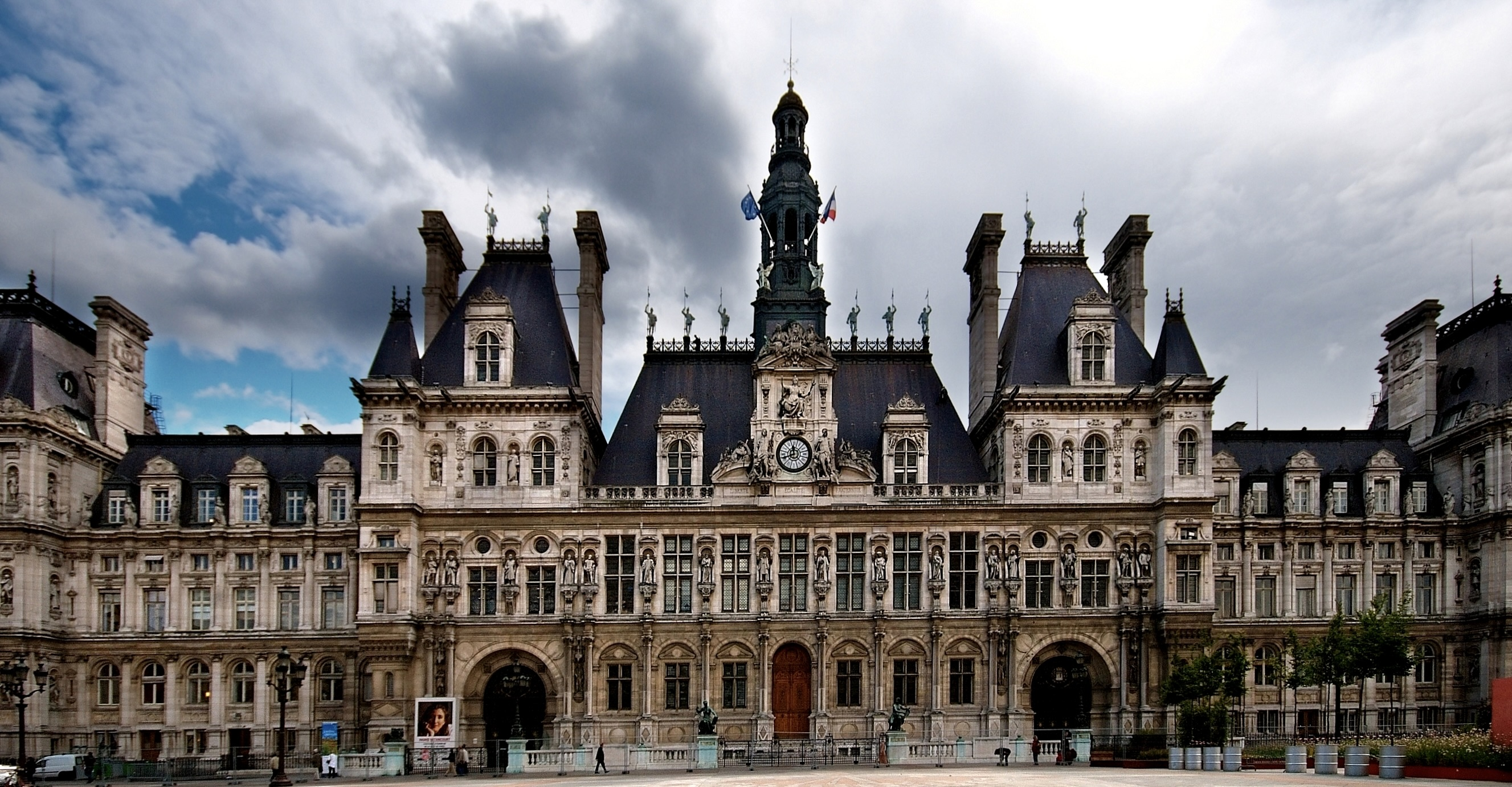
Hôtel de Ville in Paris

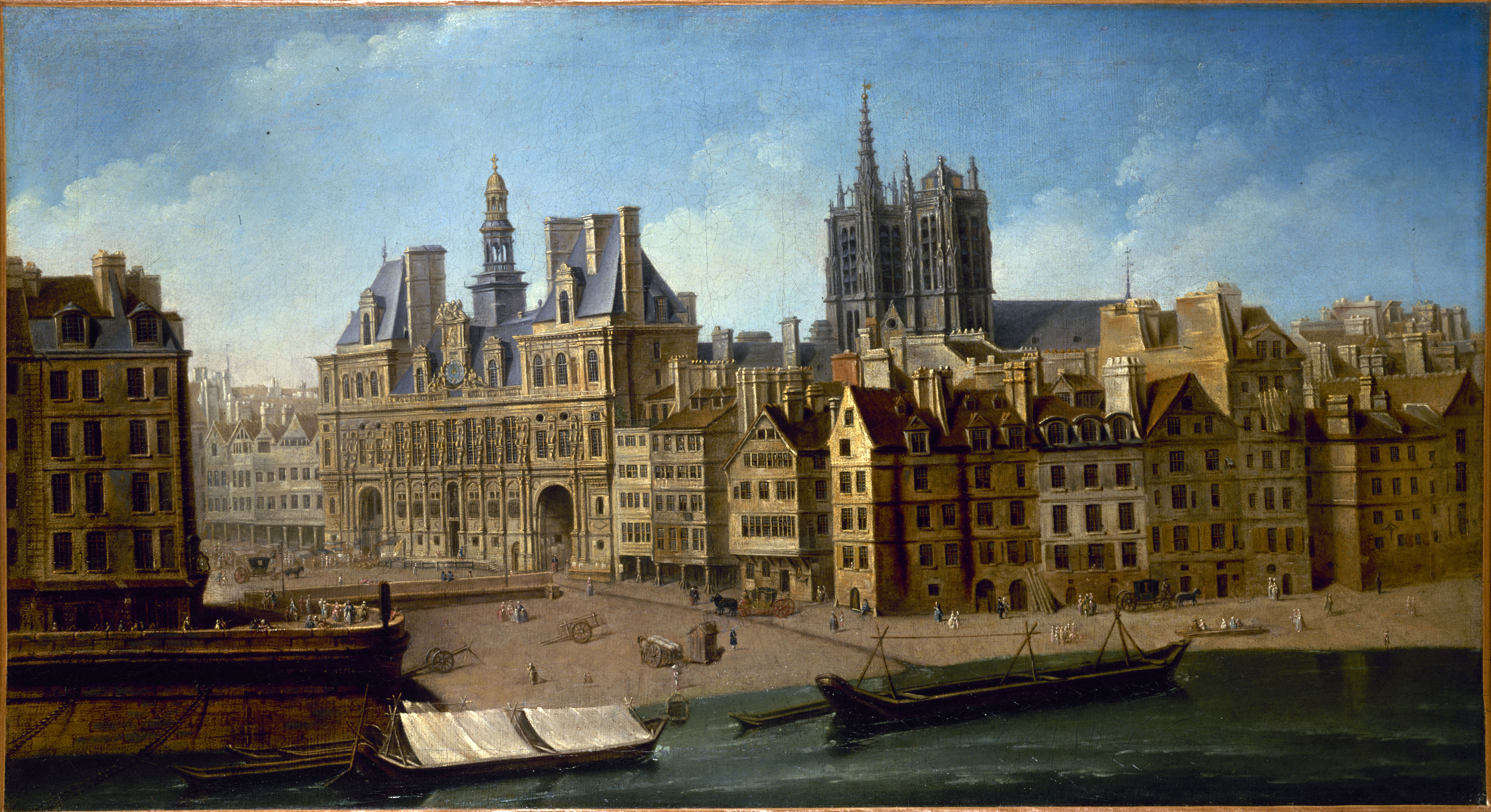
Nicolas Raguenet: „Das Rathaus und die Place de Grève“ um 1753

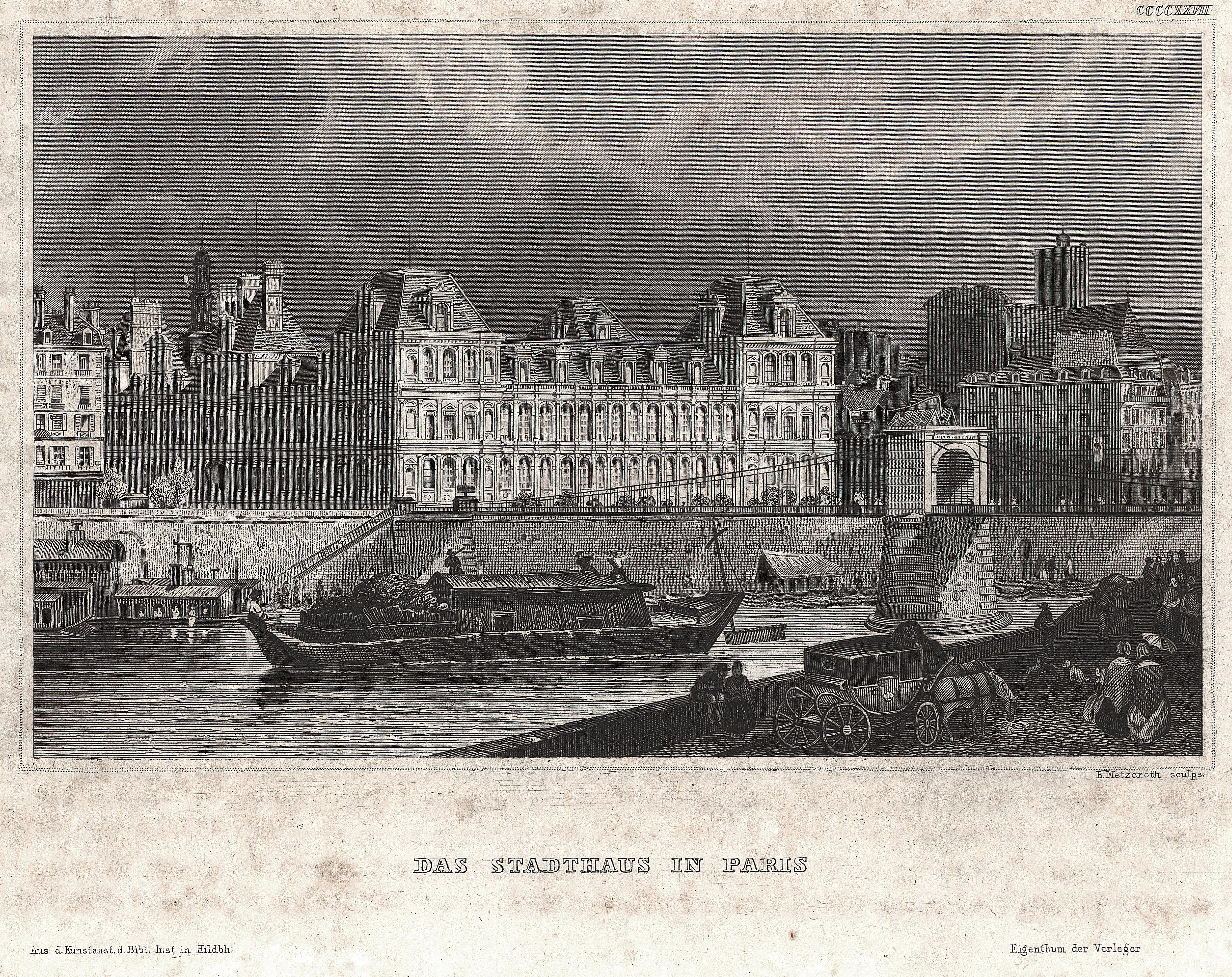
Das Rathaus von Paris um 1843

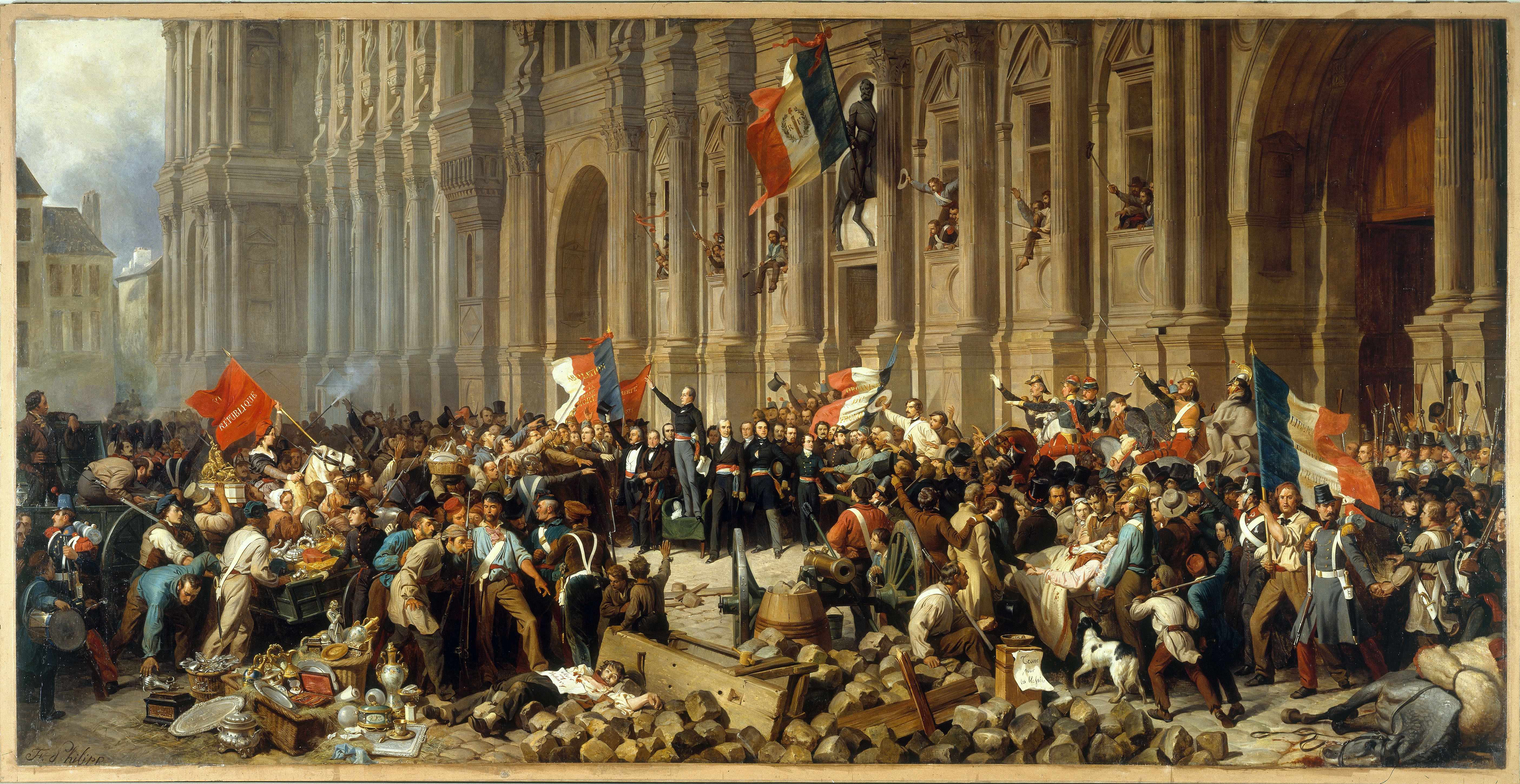
Februarrevolution 1848: Alphonse de Lamartine verwehrt am 25. Februar 1848 Sozialrevolutionären mit der Roten Fahne das Eindringen ins Hôtel de Ville

Das Hôtel de Ville [oˈtɛl də vil] ist das in der zweiten Hälfte des 19. Jahrhunderts im Stil der Neorenaissance errichtete Rathaus von Paris. Das Rathaus befindet sich im nach ihm benannten 4. Arrondissement auf der Place de l’Hôtel-de-Ville – Esplanade de la Libération an der Rue de Rivoli.

## Geschichte

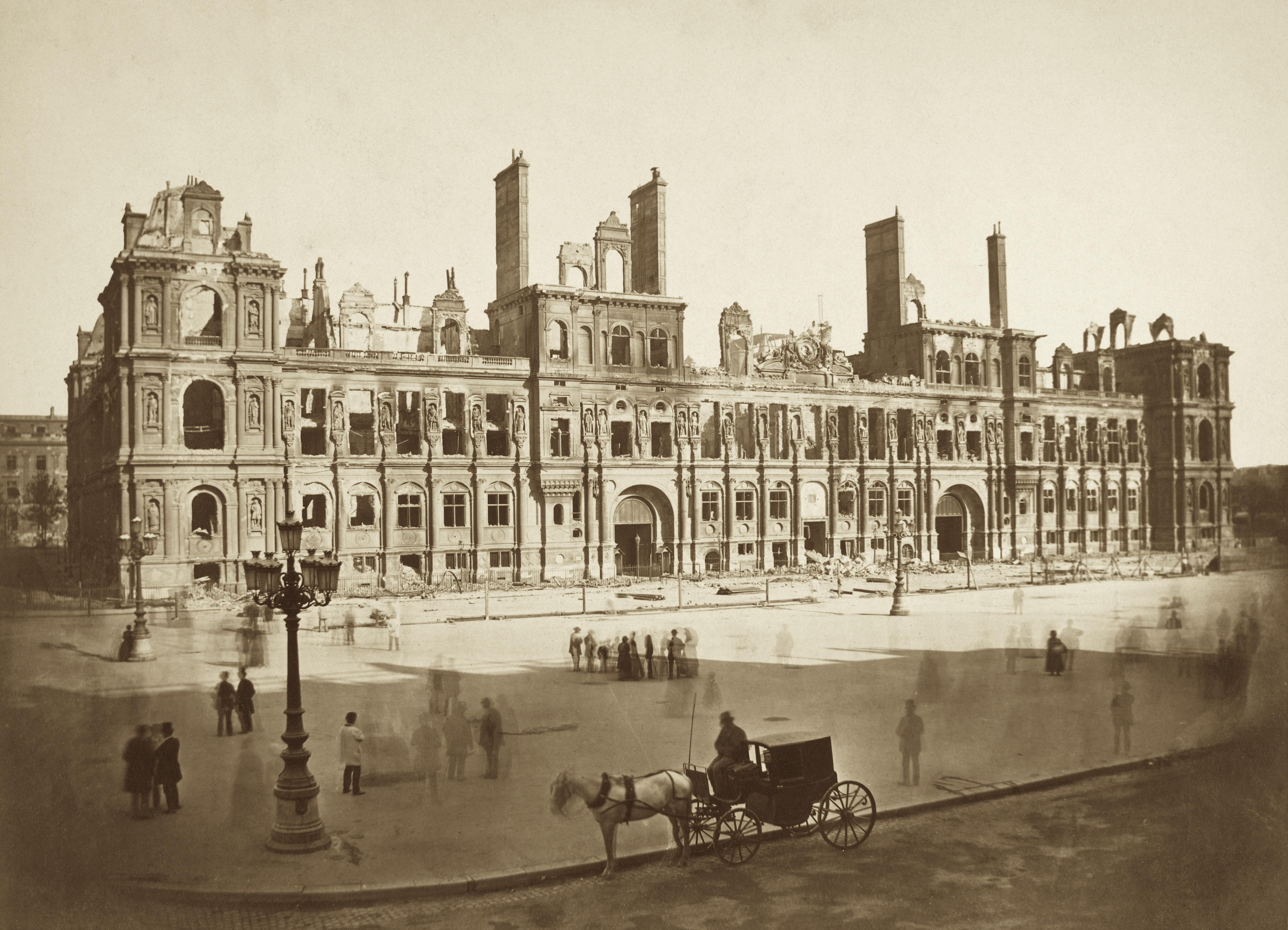
Auguste Hippolyte Collard: Zustand nach dem Brand 1871

Das erste Gebäude an dem Ort, die Maison des Piliers, entstammte dem 14. Jahrhundert und wurde im Jahr 1357 von Étienne Marcel zum Rathaus umgewidmet. Im 16. Jahrhundert wurde es wegen Baufälligkeit abgerissen und im Stile der Renaissance neu gebaut. Am 4. September 1870 wurde im Gebäude die Dritte Republik ausgerufen. Während der Pariser Kommune wurde das Hotel de Ville in Brand gesteckt, wobei nur die Fassade übrig blieb und das Stadtarchiv vernichtet wurde.
Das gegenwärtige Gebäude mit 146 Statuen an der Fassade wurde in den Jahren 1874–1882 gebaut. Es wurde von den Architekten Théodore Ballu (1817–1885) und Pierre Deperthes (1833–1898) entworfen.
Der Platz vor dem Rathaus war im Mittelalter der älteste Hafen- und Anlegeplatz und es wurden die wichtigsten Güter umgeschlagen. Dieser Ort war die Keimzelle der Stadt Paris. Sein sandiges, flaches Ufer gab ihm den Namen Place de Grève (deutsch: Sanduferplatz). Wegen der vielen Streiks unzufriedener Arbeiter bekamen die Begriffe „faire (la) grève“ und „être en grève“ die Bedeutung von „streiken“. Der Platz war in den vergangenen Jahrhunderten berüchtigt für öffentliche Hinrichtungen, auf dem Platz standen Galgen, Pranger und Richtblock.
Während der Revolution war eine Guillotine auf dem Platz aufgebaut. Am 14. Juli 1789, dem Tage des Sturms auf die Bastille, wurde der Vogt Jacques de Flesselles hier von einer Menge gelyncht und sein Kopf wurde als Trophäe vom Körper abgetrennt. Im Hôtel de Ville wurde am 9. Thermidor II (27. Juli 1794) Robespierre in den Kiefer geschossen und festgenommen. Am nächsten Tag wurde er hingerichtet.
Am 19. März 1803 wurde die Place de Grève (deutsch „Streikplatz“) in Place de l’Hôtel-de-Ville (Rathausplatz) umbenannt. Seit 1982 ist er für Fußgänger reserviert. Seit dem 22. April 2013 heißt er zusätzlich Esplanade de la Libération, um „all jene zu ehren, die sich in der Nacht vom 24. auf den 25. August 1944 in der Résistance, der Forces françaises de l’intérieur, der 4th Infantry Division für die Befreiung von Paris eingesetzt haben“.
Im «Hotel» tagen einmal monatlich die Mitglieder der Commission du Vieux Paris.